# Skidoo
Skidoo (bra: Skidoo Se Faz a Dois) é um filme de comédia estadunidense dirigido por Otto Preminger e lançado em 19 de dezembro de 1968 pela Paramount Pictures.

## Elenco
- Jackie Gleason ...Tony Banks
- Carol Channing ...Flo Banks
- Frankie Avalon ...Angie
- Fred Clark ...Guarda da torre
- Michael Constantine ..."Leech"
- Frank Gorshin ...o Homem
- John Phillip Law ..."Stash"
- Peter Lawford ...Senador Humble
- Burgess Meredith ...o Diretor
- George Raft ...o Capitão
- Cesar Romero ..."Hechy"
- Mickey Rooney ...George "Blue Chips" Packard
- Groucho Marx ..."Deus"
- Arnold Stang ...Harry
- Doro Merande ...a Prefeita
- Phil Arnold ...marido da prefeita
- Slim Pickens ...operador de mesa
- Robert Donner ...operador de mesa
- Richard Kiel ..."Beany"
- Tom Law ..."Geronimo"
- Jaik Rosenstein ...Mario "Eggs" Benedict
- Stacy King ...o Amazona
- Renny Roker ...Guarda prisional
- Roman Gabriel ...Guarda prisional
- Harry Nilsson ...Guarda na torre
- Stone Country ...eles mesmos
- Orange County Ramblers ...os Green Bay Packers
- Austin Pendleton ...Professor Fred
- Alexandra Hay ...Darlene Banks
- Luna ...amante de Deus